# Blockly
Blockly je javascriptová knihovna sloužící k tvorbě vizuálních programovacích jazyků. Jedná se o projekt společnosti Google uvolněný jako svobodný software pod licencí Apache. Typicky běží ve webovém prohlížeči, ale ve vývoji je také verze pro mobilní operační systémy Android a iOS.
Knihovna podporuje exportování zdrojového kódu v JavaScriptu, Lue, Dartu, Pythonu a PHP.
Knihovnu Blockly využívá celá řada projektů, mimo jiné:
- Scratch, vytvořený na Massachusettském technologickém institutu (MIT) k výuce programování
- App Inventor, vytvořený rovněž na MIT pro tvorbu aplikací pro Android
- RoboBlockly, webová simulace programování robotů
- programovací rozhraní pro čipy firmy PICAXE